# بونس آن سولوی
بونس آن سولوی (به انگلیسی: Bowness-on-Solway) یک روستا در بریتانیا است که در الیردال واقع شده‌است. بونس آن سولوی ۱٬۱۲۶ نفر جمعیت دارد.